# 卡佩拉德皮切纳尔迪
卡佩拉德皮切纳尔迪（義大利語：Cappella de' Picenardi），是意大利克雷莫纳省的一个市镇。总面积14平方公里，人口437人，人口密度31.2人/平方公里（2009年）。国家统计（ISTAT）代码为019014。